# شد الحبل

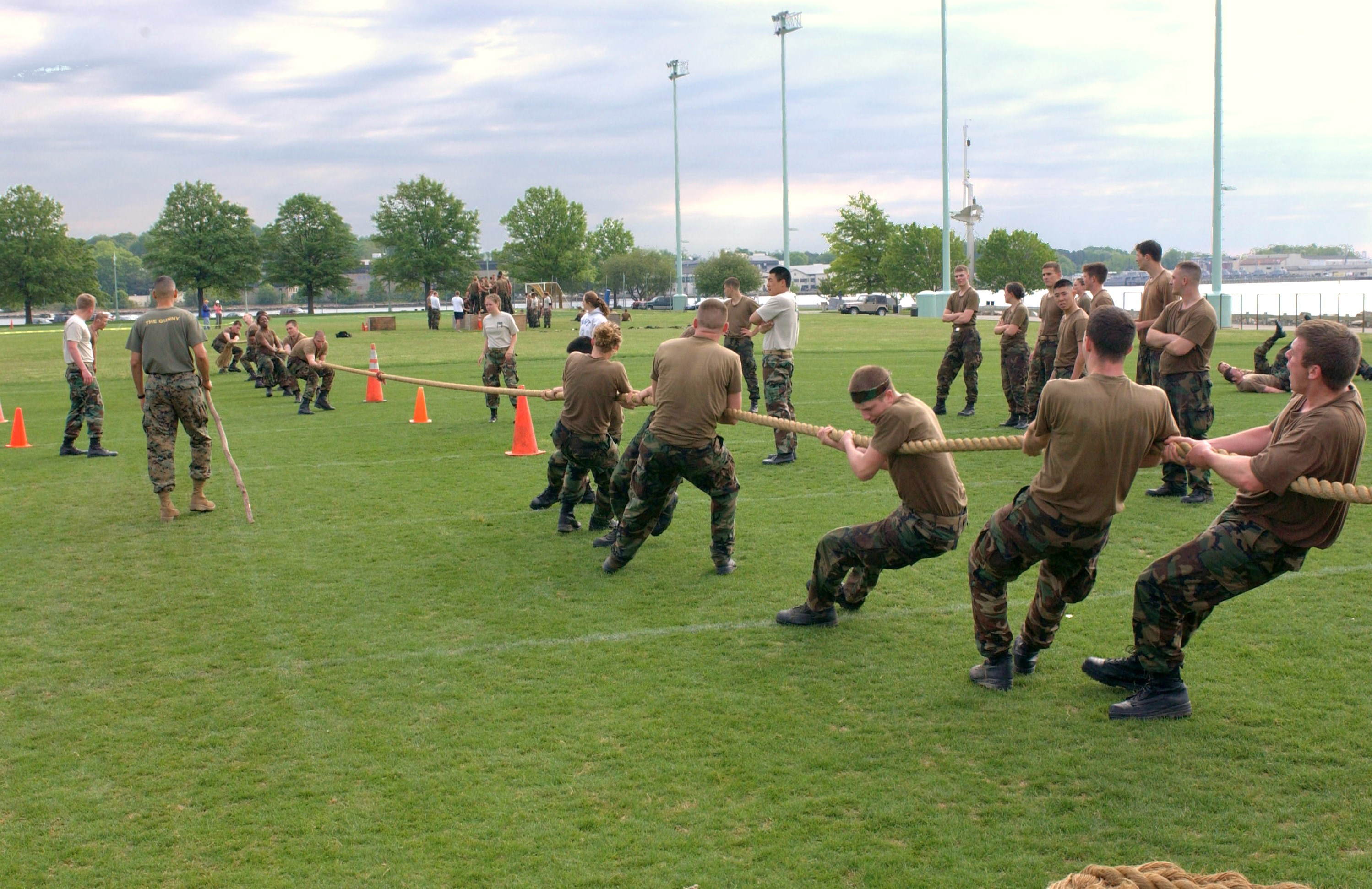
رياضة شد الحبل بين الجنود الأمريكين

شد الحبل (بالإنجليزية: Tug of war)‏ هي لعبة تقليدية انتشرت بين الناس على مدى التاريخ. ويرجع تاريخها إلى الرياضات والمنافسات اليونانية القديمة التي كان مضمارها آنذاك مدينة أثينا.

## شروط اللعب
1. حبل غير قابل للقطع.
2. وضع علامة تتوسط الحبل أو تتوسط الفريقين، وذلك لتحديد من يفوز في اللعبة.
3. وجود حكم.

## شد الحبل في الأولمبياد
ظهرت رياضة شد الحبل في الأولمبياد لأول مرة في باريس 1900 وكانت المنافسات عبارة عن مواجهة واحدة بين فريقين الأول اسكندنافي مكون من ثلاثة دنماركيين وثلاثة سويديين، تغلبوا في النهائي على الفريق الآخر الذي كان ممثلا لناد فرنسي، ثم في أولمبياد 1904 بسانت لويس الأمريكية ظهرت من جديد وشارك فيها ستة فرق منها أربعة من الولايات المتحدة، وفريق من كل من اليونان وجنوب أفريقيا.
من جديد ظهرت في أولمبياد 1908 بلندن وكانت الفرق الثلاثة المتوجة بالميداليات بريطانية، وفي أولمبياد ستوكهولم 1912 شارك فريقان فقط في مباراة واحدة فاز فيها الفريق السويدي على ضيفه البريطاني وتوج بالذهبية، قبل آخر ظهور لشد الحبل في الأولمبياد في أنتفيرب 1920 وفاز الفريق البريطاني بالذهبية متفوقا على كل من هولندا وبلجيكا الذين حصلا على الفضية والبرونزية على الترتيب.

## فريق اللعب

### اللعب الفردي
هو أن يتقدم للعب شخصان فقط، يمسك كل منهما بطرفي الحبل، ثم تتم بعد ذلك عملية الشد العكسي بينهما إلى أن يتغلب أحدهما على الآخر.

### اللعب الثلاثي
أن يمسك شخصان بطرفى الحبل ومن ثما يأرجحون الحبل والشخص الثالث يقوم بالقفز من فوقه وهزه، اللعبة منتشره أكثر بين أطفال مصر

### اللعب الجماعي
فكرة اللعب الجماعي أن يشمل كل طرف من الفريق (شخصان أو أكثر)، بشرط أن يتكافئ الفريقين في عدد الأشخاص، بعدها يتنافس الفريقين بشد الحبل إلى أن يغلب أحدهم الآخر.
قام الاتحاد العام لمراكز شباب القرى في جمهورية مصر العربية بوضع قوانين للعبة شد الحبل بعدما وضع على كاهله الحفاظ على الألعاب الشعبية وقد حدد عدد اللاعبين بعشرة 10 لاعبين كحد أقصى وستة 6 لاعبين كحد أدنى

## وصلات خارجية
- موقع الاتحاد الدولي للعبة